# Li Xiannian
Dans ce nom chinois, le nom de famille, Li, précède le nom personnel.
Li Xiannian (chinois classique : 李先念 ; pinyin : Lǐ Xiānniàn), né le 23 juin 1909 et mort le 21 juin 1992, est un homme d'État communiste chinois, qui est président de la république populaire de Chine entre le 18 juin 1983 et le 8 avril 1988.

## Biographie
Li Xiannian est né dans la province du Hubei, au sein d'une famille de pauvres paysans.
Il subit une formation et travaille en tant que charpentier à la fabrication de cercueils, et rejoint les rangs du Kuomintang (nationaliste) lors de « L'Expédition du Nord » (1926-1927). Puis après avoir servi un an au sein du camp nationaliste, il rejoint en 1927 le Parti communiste chinois. Son ton tranchant dans les négociations ainsi que son habileté lui permettent d'augmenter son influence au sein du parti et des milieux ruraux. Il devient une figure dirigeante dans le soviet d'Oyuwan (république populaire) installé dans le Hubei.
Il rejoint Mao Zedong pendant la Longue Marche (1934 - 1936) et sert en tant que capitaine d'armée et commissaire politique dans l'armée rouge chinoise.
Il commande la guérilla communiste contre les japonais dans le Hubei, en 1941 il a plus de 10 000 hommes sous son commandement.
En 1941, il est élu au Comité central du parti communiste chinois, poste qu'il occupe jusqu'à sa retraite en 1987. Après la défaite des japonais, il dirige les forces armées communistes contre les nationalistes de Tchang Kai-chek pendant la guerre civile chinoise.

### Ascension politique
Lors de la victoire des communistes et de leur prise de pouvoir en 1949, Li Xiannian devient gouverneur de sa province natale du Hubei.
Il se révèle autodidacte en matière d'économie, après sa nomination en qualité de maire de Wuhan, une ville industrielle.
Deux ans plus tard, il devient député premier-ministre, en 1956, il est même nommé au Politburo, où il tient sa place jusqu'en 1987 (au sein des 8e, 9e, 10e, 11e et 12e Politburos du PCC).
En 1957, il est nommé au poste de ministre des finances et après l'échec du Grand Bond en avant, il travaille avec Deng Xiaoping et d'autres cadres du parti à la réparation de l'économie du pays.
Cependant après des années de progression au sein du parti communiste chinois, il tombe en disgrâce pendant la Révolution culturelle (1966-1969).

### Relations avec Deng Xiaoping et Présidence
Mais il est réhabilité en 1973 en tant que ministre des finances par Zhou Enlai.
Les années 1970 mettent en étroite relation Li Xiannian et Deng Xiaoping, où ils sont à la fois alliés et adversaires.
Au milieu de ces années, ils travaillent ensemble pour restructurer l'économie. Il est aussi partisan de la réhabilitation de Deng Xiaoping, après sa fuite dans le Guangdong en 1976.
Il participe au retour au pouvoir de Deng Xiaoping, et devient sous son pouvoir, président de la république populaire de Chine de 1983 à 1988.
Mais au début des années 1980, Li devient un rival. En effet il devient méfiant envers les mesures d'ouverture économique de Deng. Et prudent lors de la nomination d'hommes présentés comme les héritiers de Deng Xiaoping. Li joua un rôle dans les démissions et les disgrâces de nombre de ces héritiers tels Hu Yaobang.
Il quitte son poste en 1988, suivant le mouvement du départ à la retraite de nombreux « vieux cadres » ou « vieille garde » du parti.
Il devient président de la Conférence consultative sur la politique populaire chinoise, un forum de discussion politique.
Au printemps 1989, durant la manifestation étudiante de la place Tian' anmen il apporte son soutien à Deng.
Li Xiannian meurt en 1992 juste avant ses 83 ans.
Il reste comme un partisan de la ligne dure du parti, et jusqu'à la fin de sa vie demande aux élites du parti de résister aux influences occidentales.